# 屯門医院駅
座標: 北緯22度24分28.44秒 東経113度58分37.5秒 / 北緯22.4079000度 東経113.977083度
屯門医院駅（とんもんいいんえき、テュンムンイーユンえき）は香港新界屯門区にある、香港軽鉄の駅である。駅番号は 090。

## 利用可能な系統
香港軽鉄
■610系統
■751系統

## 駅構造
相対式ホーム2面2線の地上駅。
のりば
| ➊番線 | ■610系統 | 元朗方面     |
| ➊番線 | ■751系統 | 天逸方面     |
| ➋番線 | ■610系統 | 屯門碼頭方面 |
| ➋番線 | ■751系統 | 友愛方面     |

## 駅周辺
- 屯門医院
- 屯門河畔長廊

## 歴史
- 1988年9月18日 - 開業。

## 隣の駅
香港鉄路
■軽鉄
■610系統
沢豊駅 (080) - 屯門医院駅 (090) - 兆康駅 (100)
■751系統
沢豊駅 (080) - 屯門医院駅 (090) - 兆康駅 (100)